# 가면라이더 J
가면라이더 J(일본어: 仮面ライダーJ)는 1994년에 만들어진 영화로, 14번째 가면라이더 시리즈다. 1994년에 개봉했으나, 흥행에 성공하지 못해 6년 간은 가면라이더 시리즈가 나오지 않았다.

## 스토리
공룡을 멸망시킨 악당 '포그'가 지구에게까지 손을 뻗치려 했다. 괴인들을 부활시켜 세상을 멸망시키려고 한다.
한편 환경 파괴를 독자적으로 조사해 그 현상을 알리려는 카메라맨 세가와 코우지는 오토바이를 타고 야영하여 취재 활동을 계속했다. 포그의 우두머리는 코우지가 숲에서 만난 소녀 키무라 카나를 제물로 선택한다. 그러자 코우지는 카나를 보호하려 했지만, 끝내 뜻을 이루지 못한다. 도중에 '지공인'이라고 불리는 사람들에게 개조 당해 가면라이더 J로 탄생해 카나를 구출하고 포그의 지구 파괴 작전을 격파한다.

## 출연
- 세가와 고지: 모치즈키 유타
- 기무라 가나: 노무라 유카
- 베리: 아이카와 리카코
- 가라이: 가무이 교지
- 즈: 마리 요코
- 아기토: 구리하라 사토시
- 내레이터: 이즈카 쇼조

## 흥행
가면라이더 ZO가 흥행에 실패하자, 토에이는 급한대로 가면라이더 J를 방영하였다. 그러나 사람들에게는 인기가 없었고, 6년 간은 가면라이더 시리즈는 자취를 감추게 된다. 이후 2000년에 가면라이더 쿠우가가 방영되었다.

## 주제가
엔딩 테마
『마음을 잇는 사랑(心つなぐ愛)』
- 작사:오츠 아키라/작곡, 편곡:카와무라 에이지/가수:BYUE

삽입곡
『Just One Love』
- 작사:오츠 아키라/작곡, 편곡:카와무라 에이지/가수:BYUE